# Astrohamma tuberculatum
Astrohamma tuberculatum is een slangster uit de familie Gorgonocephalidae.
De wetenschappelijke naam van de soort werd in 1923 gepubliceerd door René Koehler.